# Elvira Stinissen
Elvira Stinissen (26 maart 1979) was een Nederlands zitvolleybalster en aanvoerder van het Nationale Dames Zitvolleybalteam. In 2018 is zij gestopt met spelen voor het Nederlands team. 
Elvira is een zogenaamde 'zwarte' speelster, doordat ze een been mist. In het nationale team moeten minimaal vijf van de zes speelsters uit de zwarte categorie komen. 
Eén mag er 'grijs' zijn (wat duidt op bijvoorbeeld een zware knieblessure die niet meer geneest). 
Elvira kwam in 2008 uit voor Nederland op de Paralympische Zomerspelen in Peking, alwaar zij met het team brons behaalde.
Ook in 2012 kwam Elvira uit voor Nederland op de Paralympische Zomerspelen in Londen, alwaar zij met het team de 4de plaats behaalde. In 2016 kwam zij voor de laatste keer uit voor Nederland op de Paralympische Spelen in Rio de Janeiro. Hier heeft zij de 6e plaats behaald met haar team. Elvira heeft in 2018 afscheid genomen van het Nederlands team na het WK in Nederland. Zij heeft in totaal 275 interlands gespeeld. Voor haar diensten kreeg zij de Gouden bondsspeld. 
Elvira heeft sociale wetenschappen en bestuurs- en organisatiewetenschappen gestudeerd, met als doel organisaties te helpen veranderen. Mede door haar ervaring in de sport is zij terechtgekomen bij Sportservice Zuid-Holland. Hier heeft zij gewerkt tot 2013. Deze organisatie ondersteunt gemeenten, sportaanbieders en welzijnsinstellingen bij het stimuleren van mensen meer te gaan sporten en bewegen. 
Elvira heeft in 2012 'Elvira Stinissen Sport-ability' opgericht. Het staat voor de mogelijkheden die sport te bieden heeft voor mensen met én zonder handicap. Op haar website staat alle informatie.
Sinds 2013 werkt Elvira voor het Ministerie van Volksgezondheid, Welzijn en Sport op de directie Sport. 